# Janet Parshall
Janet Parshall ist eine US-amerikanische, konservativ-christliche Radiomoderatorin. Sie moderiert die US-weit verbreitete Radioshow In the Market with Janet Parshal des  christlichen Moody Radio-Network.

## Leben
Janet Parshall studierte am Carroll College in Wisconsin. Sie wurde zweimal vom Governor von Wisconsin Tommy Thompson in das Wisconsin Women’s Council und die staatliche Commission on Families and Children berufen.
Im Februar 2005 wurde Parshall durch den damaligen Präsidenten George W. Bush als Botschafterin des Weißen Hauses in die Commission on the Status of Women der UN entsandt.
Im Jahr 2008 und 2011 wurde Parshall von den National Religious Broadcasters zur „On-Air Personality of the Year“ gewählt.
Als Kommentatorin ist Parshall in zahlreichen US-amerikanischen Medien aktiv. Sie trat in den Sendungen Crossfire, Hardball, Nightline, Larry King Live, Donahue, The 700 Club, Hannity & Colmes und NewsNight with Aaron Brown auf.

## Bücher
- Buyer Beware: Finding Truth in the Marketplace of Ideas. 2012
- When the Fairy Dust Settles: A Mother and Her Daughter Discuss What Really Matters. 2004